# Heliobakterie
Heliobakterie – grupa bakterii, u których nie występują chromatofory ani chlorosomy, a charakterystyczny dla tej grupy bakterii jest bakteriochlorofil g. Tworzy on kompleksy z białkami i związany jest bezpośrednio z błoną cytoplazmatyczną.
Heliobakterie są jedyną rodziną z typu Firmicutes zdolną do przeprowadzania fotosyntezy.
Występują w glebach podmokłych. Często spotykane są na polach ryżowych. Należą do bezwzględnych anaerobów. Posiadają zdolność do wiązania azotu atmosferycznego, dzięki czemu przyczyniają się do wzbogacania gleb w azotany.

## Systematyka
Do rodziny zalicza się cztery rodzaje:
- Heliobacillus
- Heliobacterium
- Heliophilum
- Heliorestis